# Oxyjulis californica
Oxyjulis californica, bodião-senhorita, bodião-do-golfo ou bodião-dourado-da-Califórnia é a única espécie de bodião do gênero Oxyjulis. É um peixe de clima subtropical nativo do leste do Oceano Pacífico, que pode chegar à medir 25 cm e sua expectativa de vida na natureza é de 4 anos. É desconhecido a expectativa de vida em cativeiro.
Seu habitat natural são florestas de kelp e recifes rochosos (adultos preferem viver no meio do kelp e jovens em recifes). Sua distribuição vai dês de Salt Point (Cálifornia) até o centro da Baja California (México), incluindo o Golfo da Califórnia.
Se alimentam de pequenos invertebrados encontrados nas folhas do kelp ou no substrato, como hidroides, briozoários, anfípodes, copépodes, parasitas e isópodes.
Os pescadores comerciais não têm como alvo os Oxyjulis e os consideram um incômodo, pois roubam as iscas que são jogadas na água. Assim como outros animais, dependem de florestas de kelp para alimento e abrigo. Infelizmente algumas florestas de kep estão em perigo. Nos últimos 20 anos, três quartos dessas florestas subaquáticas desapareceram do Parque Nacional das Ilhas do Canal.
Ao contrário da maioria dos bodiões, não mudam de sexo. São conhecidos como "peixes limpadores". Escolhem parasitas externos e copépodes da pele de outros peixes (como dos peixes-lua (Mola mola) e garibaldis (Hypsypops rubicundus)). Assim que um ''Oxyjulis começa a limpar, outros peixes se juntam para serem limpos também. Mas então o Oxyjulis perde o interesse, deixando decepção em seu rastro.